# قارچ فندقی سه‌گانه
قارچ فندقی سه‌گانه (نام علمی: Geastrum triplex) نام یک گونه از سرده قارچ فندقی است.